# Placówka Straży Granicznej I linii „Dębno Polskie”
Placówka Straży Granicznej I linii „Dębno Polskie” – jednostka organizacyjna Straży Granicznej pełniąca służbę ochronną na granicy polsko-niemieckiej w okresie międzywojennym.

## Geneza
Na wniosek Ministerstwa Skarbu, uchwałą z 10 marca 1920 roku, powołano do życia Straż Celną. Od połowy 1921 roku jednostki Straży Celnej rozpoczęły przejmowanie odcinków granicy od pododdziałów Batalionów Celnych. Proces tworzenia Straży Celnej trwał do końca 1922 roku. Placówka Straży Celnej „Dębno Polskie” weszła w podporządkowanie komisariatu Straży Celnej „Rawicz” z Inspektoratu SC „Leszno”.

## Formowanie i zmiany organizacyjne
W drugiej połowie 1927 roku przystąpiono do gruntownej reorganizacji Straży Celnej. W praktyce skutkowało to rozwiązaniem tej formacji granicznej.
Rozporządzeniem Prezydenta Rzeczypospolitej Polskiej Ignacego Mościckiego z 22 marca 1928 roku, do ochrony północnej, zachodniej i południowej granicy państwa, a w szczególności do ich ochrony celnej, powoływano z dniem 2 kwietnia 1928 roku  Straż Graniczną.
Rozkazem nr 3 z 25 kwietnia 1928 roku w sprawie organizacji Wielkopolskiego Inspektoratu Okręgowego dowódca Straży Granicznej gen. bryg. Stefan Pasławski określił strukturę organizacyjną komisariatu SG „Rawicz”. Placówka Straży Granicznej I linii „Kąty” znalazła się w jego strukturze.
Tymczasowym miejscem postoju placówki pozostawało Dębno Polskie. Rozkaz nr 11 z 9 stycznia 1930 roku reorganizacji Wielkopolskiego Inspektoratu Okręgowego komendanta Straży Granicznej płk. Jana Jura-Gorzechowskiego ustalił nazwę placówki na „Dębno Polskie”.

## Służba graniczna
Sąsiednie placówki:
- placówka Straży Granicznej I linii „Masłowo” ⇔ placówka Straży Granicznej I linii „Wydawy” − 1928[7]
- placówka Straży Granicznej I linii „Masłowo” ⇔ placówka Straży Granicznej I linii „Zielona Wieś” − styczeń 1930[9]